# The Rose (Marvel Comics)
The Rose een identiteit die door vier verschillende fictionele karakters is gebruikt in de Amerikaanse stripboeken gepubliceerd door Marvel Comics. De eerste verschijning van the Rose was in 'The Amazing Spider-Man', uitgave #253, in juli 1984. De strip was geschreven door Tom DeFalco.

## Biografie
Het karakter van the Rose is een welgeklede, kalme gentleman-maffiabaas, die van rozen houdt en een leren jas en een lila masker draagt.

### Richard Fisk
De eerste Rose was Richard Fisk, de zoon van Wilson Fisk, beter bekend als Kingpin. Hij wilde zijn vader overheersen. Hij werd een koudbloedige Punisher-achtige stadsredder, die zichzelf 'De Bloed Rose' noemt. Later werd hij door zijn moeder Vanessa doodgeschoten, maar wordt weer tot leven gebracht door zijn vader met behulp van het levenstablet.

### Sergeant Blume
De tweede Rose was Sergeant Blume (voornaam onbekend), een politieagent die wraak zocht op de Kingpin voor de dood van zijn broer, een andere politieman. Terwijl Blume zich bond met Richard in de hoop goed te doen door de greep van de Kingpin op de stad te doorbreken, raakte hij betrokken bij verschillende misdaden terwijl hij in dienst was bij de Kingpin. Uiteindelijk werd hij neergeschoten en gedood in een confrontatie met Richards mannen in de Catskills gebergten nadat hij de tante May en de vrouw Mary Jane Watson van Peter Parker (Spider-Man) had ontvoerd. Hij dacht ten onrechte dat Peter informatie had ontdekt die de organisatie van de Kingpin zou ontmaskeren, waardoor Blume als dubbelspion zou worden bekendgemaakt.

### Jacob Conover
De derde Rose was Jacob Conover, een verslaggever bij de Daily Bugle, die de identiteit aannam als betaling voor het redden van het leven van maffiabaas Don Fortunato vele jaren eerder. Deze Rose was alleen loyaal aan Fortunato, omdat op dat moment de Kingpin nog niet aan de macht was teruggekeerd, en zijn belangrijkste beschermer de cyborg-krachtpatser was die bekend stond als Delilah. Conover werd herhaaldelijk bedreigd in zijn territorium door de Argentijnse maffiabaas die bekend staat als de Zwarte Tarantula, uiteindelijk aanwezig zonder zijn Rose-vermomming toen de Tarantula een directe aanval deed op het huis van Fortunato. Terwijl hij zich voorbereidde om de Tarantula en een kamer vol getuigen neer te schieten, werd Conover gestopt door Spider-Man en afgevoerd naar de gevangenis.

### Filip Hayes
De vierde Rose was Dr. Phillip Hayes. Hij nam de identiteit van de Rose aan nadat hij zijn financiering verloor voor onderzoek naar gentherapie, na een ongeluk in het laboratorium van Phelcorps, waarbij onder andere de nieuwe heldin Jackpot ontstond. Hij handelt in "Ebony" zendingen, een gesynthetiseerde drug gemaakt van de zweetklieren van Corruptor. Hij slaagde erin om een tijdje onder de radar van de superhelden te blijven, maar Jackpot kwam steeds dichterbij om zijn betrokkenheid te ontdekken. Nadat hij de geheime identiteit van zijn tegenstander had ontdekt (door toeval, als collega van Sara Ehret), huurde hij Boomerang in om Sara op te sporen bij haar thuis en vermoordde haar man voor haar ogen en die van haar dochter. Hij wordt later gearresteerd en ontmaskerd, tot grote schok van Sara.
De Roses hebben geen bovennatuurlijke krachten. Richard is erg getraind in pistolen en martial-arts; Sergeant Blume is een getrainde politieofficier. Jacob Conover is getraind in het gebruik van vuurwapens en heeft veel connecties in de onderwereld.
De Roses hebben altijd een pistool bij en dragen vaak mini-granaten.